# Station Scuol-Tarasp
Station Scuol-Tarasp is het meest oostelijke spoorwegstation van Zwitserland. Het station ligt aan de noordwestzijde van het dorp Scuol en is genoemd naar de plaatsen Scuol en Tarasp.
Het station wordt aangedaan door twee spoorlijnen van de Rhätische Bahn. Het is het oostelijke eindpunt van de Engadiner Bahn die van Pontresina naar het station loopt. Daarnaast vertrekken er vanuit Scuol treinen naar Disentis/Mustér via de Vereinatunnel, Klosters en Chur. Door middel van bussen worden er vanaf het station Scuol-Tarasp verbindingen aangeboden met onder andere Ftan, Sent en Samnaun. Daarnaast zijn er twee dorpslijnen.
Ondanks dat Scuol-Tarasp een eindstation is, is het geen kopstation; dit omdat in eerste instantie was gepland de spoorlijn te verlengen naar Landeck; deze verlenging is echter nooit uitgevoerd. Vanaf het station gaat nog een klein stukje spoor verder naar het oosten. Naast het station bevindt zich het dalstation van het skigebied Motta Naluns.